# Bergisel-Bund
Il Bergisel-Bund, Schutzverband für Südtirol (BIB), letteralmente Lega del Monte Isel per la tutela del Tirolo del Sud (l'odierno Alto Adige), è un'associazione politica austriaca che venne fondata nel 1954. Si distinse come organizzazione irredentista, avendo come scopo la riannessione dell'Provincia autonoma di Bolzano all'Austria, e fiancheggiò i terroristi del Befreiungsausschuss Südtirol. Tra i suoi membri figura Franz Gschnitzer, sottosegretario austriaco agli esteri e docente presso l'Università di Innsbruck.

## Storia

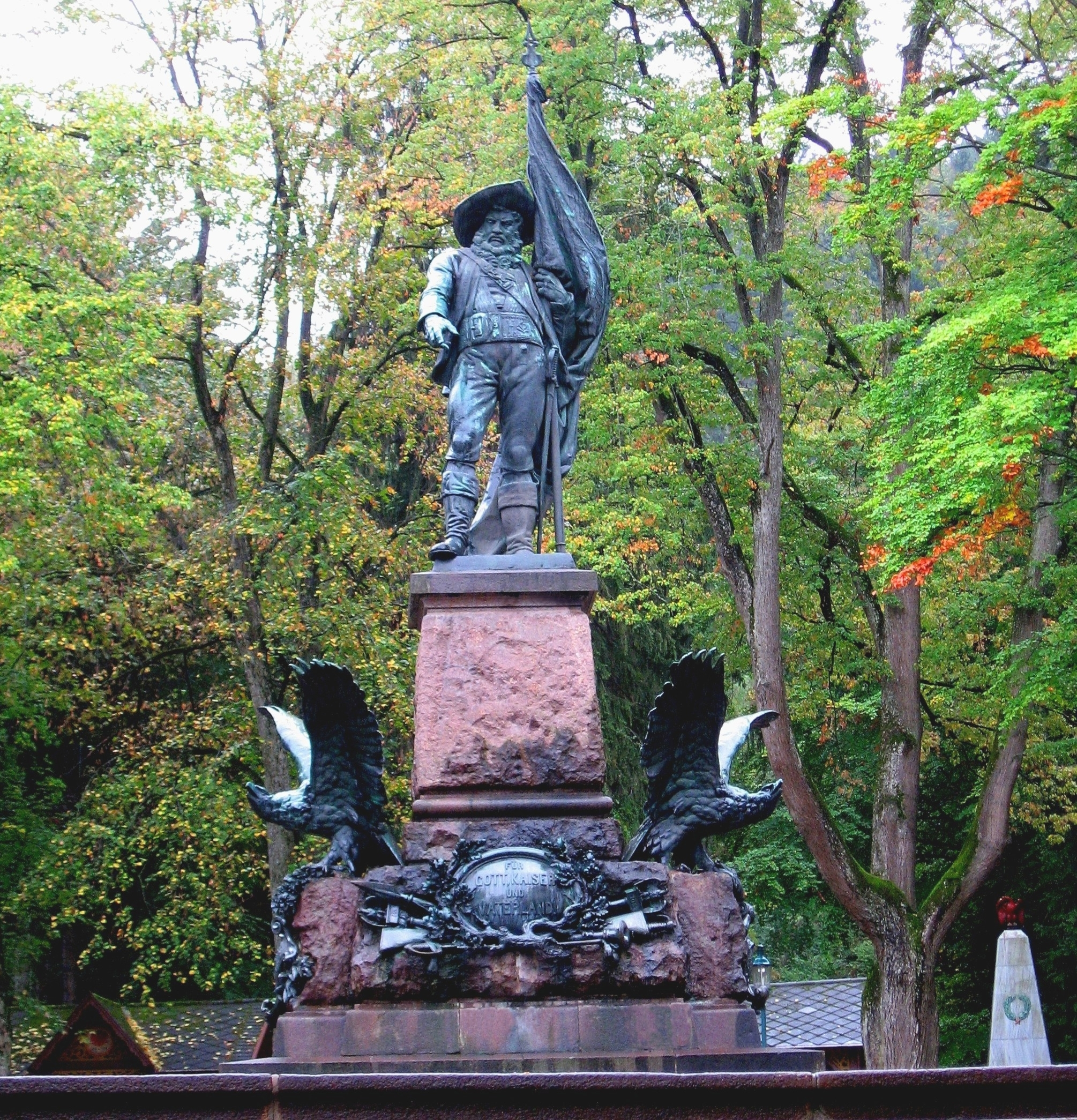
Monumento ad Andreas Hofer sul Monte Isel, in tedesco Bergisel, ad Innsbruck.

La statua fatta saltare, con la sua scritta originaria del 1938 "al Genio del Fascismo", vista di fronte; nel 1945 la statua fu dedicata "al Lavoro italiano".

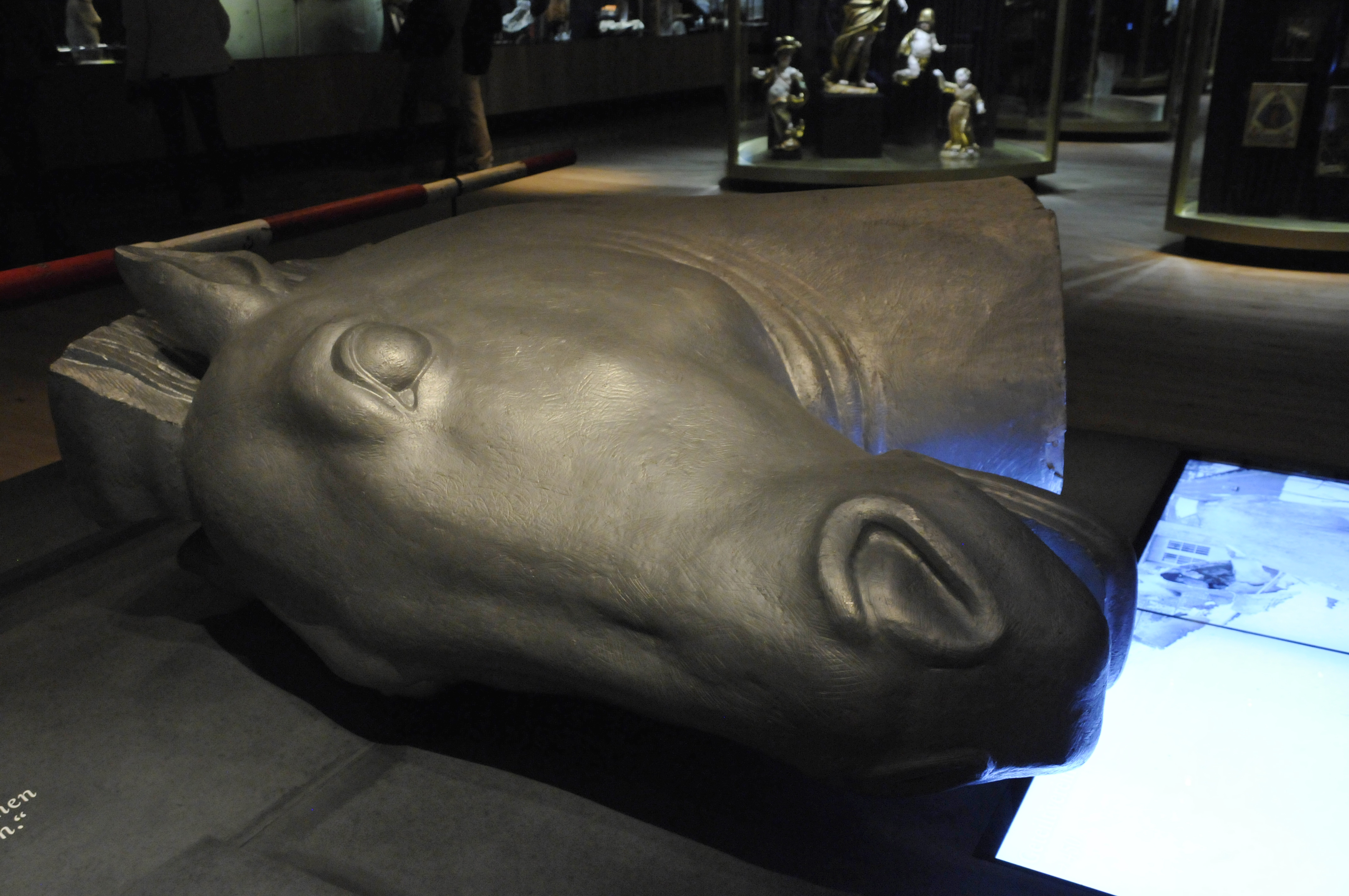
La testa del cavallo della statua equestre al "Lavoro italiano" fatta saltare nel 1961, conservata al museo Das Tirol-Panorama di Innsbruck.

Nel 1939 fu fondato da Friedl Volgger l'Andreas-Hofer-Bund (lega di Andreas Hofer, patriota tirolese), legato alla resistenza antifascista e antinazista.
Quindici anni dopo ad Innsbruck si decise di formare una nuova lega che doveva essere la continuazione della prima, ma il canonico Michael Gamper (che sollecitò la fondazione dell'associazione sin dal 1953) sconsigliò di riutilizzare tale nome. Fu proposto il nome Österreichischer Schutzverband für Südtirol, ma anch'esso venne scartato in quanto ritenuto troppo incolore.
Alla fine Benedikt Posch propose il nome di Bergisel-Bund, accolto con entusiasmo, visto che collegava la lega allo storico colle del Monte Isel, simbolo dell'insorgenza tirolese contro Napoleone. Nelle battaglie del Monte Isel gli Schützen comandati da Andreas Hofer erano riusciti per tre volte a sconfiggere le truppe francesi.
Lo statuto della Lega fu depositato il 9 aprile 1954 alla presenza di Friedl Volgger e firmato dalle seguenti personalità:
- Ehrentraut Pickl-Straffner
- Eduard Reut-Nicolussi (originario di Luserna), professore universitario
- Fritz Ranzi
- Benedikt Posch, caporedattore di Der Volksbote
- Eduard Widmoser.

Il 18 giugno 1954 all'assemblea di fondazione presso Innsbruck furono eletti come presidente Ambros Mayr e come amministratore delegato Eduard Widmoser. Nel dicembre 1955 Mayr fu sostituito dal professore universitario Franz Gschnitzer, che mantenne la carica di presidente fino al 1962. Tra i personaggi di spicco del movimento si ricorda anche Alois Oberhammer. Nel 1957 nasceva a Innsbruck pure la Freiheitslegion Südtirol (FLS) quale costola nordtirolese del Befreiungsausschuss Südtirol.
Il Bergisel-Bund si propose di assistere i sudtirolesi di madrelingua tedesca e ladina "nella lotta per il diritto e la giustizia" contro lo Stato italiano. Al BIB sono pertanto da attribuire varie azioni anti-italiane: la più clamorosa fu realizzata il 29 gennaio 1961, quando l'esponente Heinrich Klier (poi passato al Comitato per la liberazione del Sudtirolo, Befreiungsausschuss Südtirol, BAS) minò la statua equestre di Ponte Gardena, dedicata "al Lavoro italiano" (fatta erigere da Mussolini e dedicata originariamente al "Genio del Fascismo"), distruggendola; il movimento lanciò anche una campagna perché gli Austriaci boicottassero l'Italia come meta turistica.
Bergisel-Bund e Befreiungsausschuss Südtirol collaborarono intensamente almeno sin dal giugno del 1961, quando a Zernez in Svizzera si incontrarono Alois Oberhammer, Wolfgang Pfaundler, Eduard Widmoser e Kurt Welser del BIB, Georg Klotz e Luis Amplatz del BAS. In quell'occasione fu organizzata la "notte dei fuochi".
Il BIB fiancheggiò dunque i terroristi del Befreiungsausschuss Südtirol e lo fece anche attraverso finanziamenti illeciti. La polizia di stato italiana riuscì così a scoprire sotto il falso nome di un tale Hans Schmit, colpevole di aver finanziato le stragi mediante un conto corrente bancario di Bolzano, si celava in realtà Eduard Widmoser. Il BIB faceva pure da raccordo con il mondo accademico e politico tirolese ed austriaco. Tra i suoi membri spiccava Viktoria Stadlmayer, funzionario del Governo regionale tirolese, oltre che diversi professori universitari.